# Nationaal park Dovrefjell-Sunndalsfjella
Het nationaal park Dovrefjell-Sunndalsfjella (Noors: Dovrefjell-Sunndallsfjella nasjonalpark) is een nationaal park gelegen in de provincies Innlandet, Trøndelag en Møre og Romsdal in Noorwegen.
Het park werd opgericht in 2002 ter vervanging van het voormalige nationaal park Dovrefjell, oorspronkelijk opgericht in 1974. Het is circa 1.693 km² en omvat ook de bergketen Dovrefjell.
Het park is gereserveerd voor behoud van de noordelijke, gematigde alpine ecosystemen. De dieren zijn onder andere inheemse wilde rendieren, samen met de rendieren in het nationaal park Rondane. De nog overgebleven populatie van wilde rendieren is van Fennoscandinavië Beringia oorsprong (andere zijn van Europese oorsprong). Ook zijn er veelvraten en diverse vogels zoals de adelaar en de giervalk. Muskusossen kwamen er oorspronkelijk voor maar zijn er uitgestorven door de jacht tijdens de Tweede Wereldoorlog. Tussen 1947 en 1954 werden er muskusossen geïmporteerd uit Groenland. Nu is de populatie weer behoorlijk aangedikt. Enkele planten zijn uit de periode voor de laatste ijstijd.
Tot juli 2008 was het nationaal park Dovrefjell-Sunndalsfjella samen met vijf aangrenzende landschappen een beschermd gebied en een biotoop en worden lokaal beheerd. Het gebied bedraagt circa 4,365 km² inclusief gebieden van Hedmark.

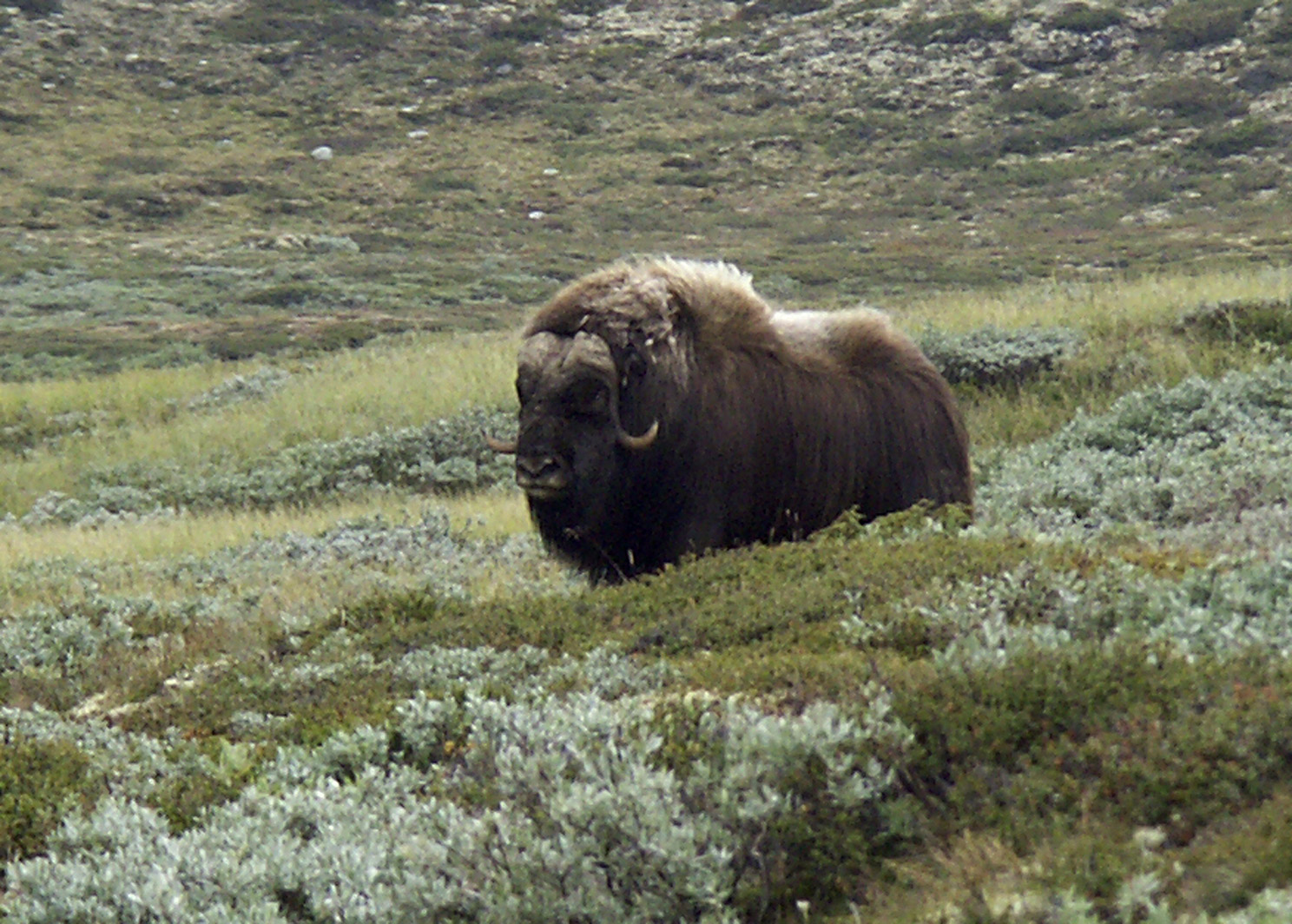
Muskusos

Het park is verdeeld in een westelijk deel en een klein oostelijk deel en wordt gescheiden door de E6 tussen Oslo en Trondheim. Enkele omliggende gemeenten zijn Sunndal, Oppdal en Dombås.
De Dovrefjell Raad beheert het nationaal park en coördineert het beheer met de andere gebieden. De Raad bestaat uit de acht betrokken gemeenten en de vier provincies met politieke vertegenwoordigers (meestal burgemeesters). De beschermde gebieden worden beheerd door de gemeenten.
Het wordt omgeven door bergen, zoals de Snøhetta op 2.286 m. Er zijn diverse wandelingen te maken in de zomer, met overnachtingsmogelijkheden in onbemande hutten, en er kan geskied worden in de winter.